# Connecticut Public Broadcasting
Die Connecticut Public Broadcasting ist das öffentliche Rundfunknetzwerk für den US-Bundesstaat Connecticut. Es betreibt die Fernsehsender WPBN und CPTV sowie das Hörfunknetzwerk WNPR. Die Studios und alle weiteren Einrichtungen befinden sich in Hartford und New Haven.
Die Anfänge des Public Broadcasting in Connecticut gehen auf eine Educational-Television-Station zurück, die 1962 aus dem Keller der Trinity College Library in Hartford auf Sendung ging. CPTV (Connecticut Public Television) sendete fortan und schloss sich 1978 mit dem Connecticut Public Radio zur Connecticut Public Broadcasting, Inc. zusammen.